# قرار مجلس الأمن التابع للأمم المتحدة رقم 497
قرار مجلس أمن الأمم المتحدة رقم 497 ، الذي اتخذ بالإجماع في 17 ديسمبر 1981 ، والذي يدعو دولة إسرائيل إلى إلغاء ضم مرتفعات الجولان بحكم الأمر الواقع. وأهم فقرات هذا القرار هي «قرار إسرائيل فرض قوانينها وولايتها وإدارتها في مرتفعات الجولان السوري المحتلة لاغ وباطل وليس له أثر قانوني دولي» (الجزء 1)

## نص البيان
إن مجلس الأمن،
وقد نظر في رسالة الممثل الدائم للجمهورية العربية السورية، المؤرخة في 14 كانون الأول/ديسمبر 1981 والمنشورة في الوثيقة (S/14791)
وإذ يؤكد مجدداً أن الاستيلاء على الأراضي بالقوة غير مقبول بموجب ميثاق الأمم المتحدة ومبادئ القانون الدولي وقرارات مجلس الأمن ذات الصلة،
1. يعتبر قرار إسرائيل بفرض قوانينها وسلطاتها وإدارتها في مرتفعات الجولان السورية المحتلة ملغياً وباطلاً ومن دون فعالية قانونية على الصعيد الدولي؛
2. يطلب من إسرائيل، القوة المحتلة، أن تلغي قرارها فوراً؛
3. يعلن أن جميع أحكام اتفاقية جنيف المعقودة بتاريخ 12 آب/أغسطس 1949 والمتعلقة بحماية المدنيين وقت الحرب ما زالت سارية المفعول على الأراضي السورية المحتلة من قبل إسرائيل منذ حزيران/يونيو 1967؛
4. يرجو من الأمين العام أن يقدم تقريراً إلى مجلس الأمن بشأن تطبيق هذا القرار خلال أسبوعين، ويقرر أنه في حال عدم امتثال إسرائيل، يجتمع مجلس الأمن بصورة استثنائية، وفي مدة لا تتجاوز 5 كانون الثاني/يناير 1982، للنظر في اتخاذ الإجراءات الملائمة بموجب ميثاق الأمم المتحدة.

تبنى المجلس هذا القرار في جسلته رقم 2319، بالإجماع

خارطة الجولان بعد فض الاشتباك عام 1974

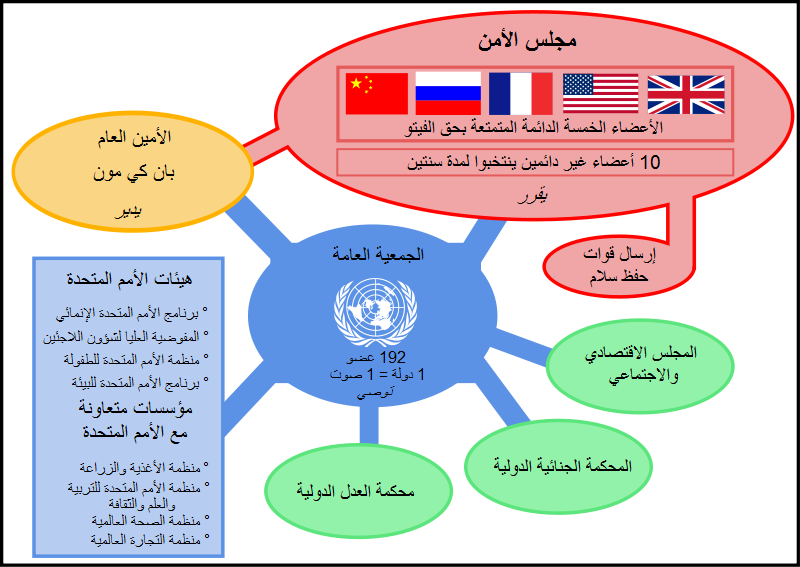
مجلس الأمن وهيئات الأمم المتحدة.